# Aize
Aize – miejscowość i gmina we Francji, w Regionie Centralnym, w departamencie Indre.
Według danych na rok 1990 gminę zamieszkiwało 131 osób, a gęstość zaludnienia wynosiła 8 osób/km² (wśród 1842 gmin Regionu Centralnego Aize plasuje się na 1006. miejscu pod względem liczby ludności, natomiast pod względem powierzchni na miejscu 815.).